# NGC 4883
NGC 4883 é uma galáxia lenticular (SB0) localizada na direcção da constelação de Coma Berenices. Possui uma declinação de +28° 02' 03" e uma ascensão recta de 12 horas, 59 minutos e 56,2 segundos.
A galáxia NGC 4883 foi descoberta em 22 de Abril de 1865 por Heinrich Louis d'Arrest.